# 石紹雍
石绍雍（?—?），胡名臬捩鸡，李克用、李存勖的部将，与周德威并称，历任平州、洺州刺史，后唐追赠太傅，是石敬瑭的父親。
936年，石敬瑭登位後，他被尊為皇帝，廟號后晋宪祖（《新五代史》作献祖），諡號孝元皇帝，皇陵稱昌陵。妻何氏，追谥孝元懿皇后。